# ۱۰۰٪ گرگ
۱۰۰٪ گرگ (انگلیسی: 100% Wolf) یک فیلم پویانمایی رایانه‌ای کمدی فانتزی در ژانر ماجراجویی در سال ۲۰۲۰ به کارگردانی الکس استادرمن و تهیه کنندگی الکسیا گیتس-فواله و باربارا استفن است.